# Эбалаковское сельское поселение
Эбалаковское сельское поселение — муниципальное образование в составе Кайбицкого района Татарстана.
Образовано в соответствии с законом Республики Татарстан от 31 января 2005 г. № 25-ЗРТ «Об установлении границ территорий и статусе муниципального образования „Кайбицкий муниципальный район и муниципальных образований в его составе“ (с изменениями от 29 декабря 2008 г.)».
Административный центр — село Эбалаково.
Эбалаковское сельское поселение граничит с Большекайбицким, Большеподберезинским, Кушманским, Ульянковским сельскими поселениями и Апастовским муниципальным районом.
Адрес администрации: 422345, РТ Кайбицкий район, с. Эбалаково, ул. Перекресток д. 4.

## Населённые пункты[4]
- село Эбалаково
- село Берлибаш
- село Малые Кайбицы
- деревня Мурза Берлибаш

## Население
| 2010 | 2011 | 2012 | 2013 | 2014 | 2015 | 2016 |
| ---- | ---- | ---- | ---- | ---- | ---- | ---- |
| 1001 | ↘999 | ↘975 | ↘970 | ↘953 | ↘922 | ↘919 |
| 2017 | 2018 |      |      |      |      |      |
| ↘887 | ↘866 |      |      |      |      |      |